# القريعا (السياني)

تعديل مصدري - تعديل

القريعا هي إحدى قرى عزلة عميد الداخل بمديرية السياني التابعة لمحافظة إب، بلغ تعداد سكانها 777 نسمة حسب تعداد اليمن لعام 2004.